# Hector Chaussier
Pour les articles homonymes, voir Chaussier.
Bernard François Hector Chaussier, né le 29 mars 1769 à Dijon et mort le 29 janvier 1837 à Paris, est un auteur dramatique, écrivain et médecin français.

## Biographie
Fils du médecin François Chaussier et de Jeanne Carré, il était lui-même médecin et fonde en 1796 la revue L'Ami des arts.  
Premier Président de la Société philotechnique et un de ses huit fondateurs (1769-1837), il est avocat au Parlement en 1789.

## Œuvres
- 1794 : 1 et 1 font II, vaudeville épisodique en 1 acte, avec Pierre Villiers, musique arrangée par Jean-Jacques Dreuilh, Théâtre de la Gaîté, 9 Thermidor an II (27 juillet 1794)
- 1794 : Les Jacobins aux enfers, vaudeville en 1 acte, Théâtre des Variétés amusantes, 2 Germinal an III (22 mars 1795)
- 1795 : Le Concert de la rue Feydeau ou l'Agrément du jour, vaudeville en 1 acte, avec Alphonse Martainville, Théâtre des Variétés, 1er Ventôse an III (19 février 1795)
- 1797 : Les Diableries ou Gilles hermite, hilarodie en trois actes précédée du Comité de Lucifer, prologue en un acte, avec Bizet, Théâtre de l'Ambigu-Comique, 7 Pluviôse an V (26 janvier 1797)
- 1797 : Anacréon à Surêne, hilarodie en trois actes, avec Bizet, Théâtre de l'Ambigu-Comique, 23 Ventôse an V (13 mars 1797)
- 1797 : Le Parachute, comédie-parade en un acte et en prose, mêlée de vaudevilles, avec Jean-Baptiste Augustin Hapdé, Théâtre des Jeunes-Artistes, 21 Brumaire an VI (11 novembre 1797)
- 1798 : Les Oiseaux d'Idalie, folie en 1 acte et en prose, mêlée de vaudevilles, avec Bizet, Théâtre Louvois, 4 Fructidor an VI (21 août 1798)
- 1798 : Albert de Weimar, pièce en 3 actes, musique de Guillaume Navoigille, 11 Nivôse an VI (31 décembre 1797)
- 1798 : Le Tombeau de Turenne, ou l'Armée du Rhin à Saspach, fait historique en un acte, mêlé de vaudevilles, pantomimes, danses et évolutions militaires, avec Jean-Nicolas Bouilly et Jean-Guillaume-Antoine Cuvelier
- 1799 : La Nouvelle Pupille, bluette allégorique en 1 acte, avec Armand-François Chateauvieux et Armand Croizette, Théâtre de la Gaîté (19 novembre)
- 1800 : Maria ou la Folie de Limberg, drame en 3 actes, avec Armand-François Chateauvieux, Armand Joseph Overnay, Armand Croizette et Étienne-Claude Fleureau de Ligny, Théâtre de l'Ambigu-Comique, 8 Messidor an VIII (27 juin 1800)
- 1800 : Le Gros Lot ou Une journée de Jocrisse au Palais-Egalité
- 1800 : Un trait d'Helvétius, comédie en un acte, mêlée de vaudevilles, avec Chateauvieux et P.G.A. Bonel, 12 Vendémiaire an IX (4 octobre 1800)
- 1801 : Les Prestiges ou Amire et Sohi, mélo-drame féerie en 4 actes, musique arrangée par Dreuilh, Théâtre de la Gaîté, 12 Frimaire an X (12 mars 1801)
- 1801 : Les Crimes du vaudeville
- 1801 : L'Enfant-Jésus ou le Fils sans père
- 1801 : Épître au citoyen Présole, coutelier breveté de la Société dramatico-littéraire
- 1803 : La Vielleuse du boulevard, mélodrame en 3 actes, Théâtre de l'Ambigu-Comique, 9 thermidor an XI (28 juillet 1802)
- 1818 : Contre-poisons, ou Moyens reconnus les plus efficaces pour combattre l'effet des diverses espèces de poisons, suivis de l'indication des secours à donner aux personnes mordues ou piquées par des animaux ou des insectes venimeux, aux noyés, aux asphyxiés, aux enfants nouveau-né
- 1819 : Vivants crus morts et moyens de prévenir cette erreur
- 1836 : Manuel pratique des contre-poisons ou Traitement des individus empoisonnés, asphyxiés, noyés ou mordus par des animaux enragés et des serpens ou piqués par des insectes venimeux

## Pour approfondir